# Завод инженера Бари
Завод инженера Бари — кузнечно-котельный, меднолитейный и механический завод в Москве.

## Историческое местоположение
Кузнечно-котельный, меднолитейный и механический завод располагался на улице Симоновослободской вал (улица Ленинская Слобода). Рядом находился Симонов монастырь.

## История
Завод возведён в 1893 году конторой российского инженера Александра Бари. Александр Вениаминович для постройки занял в аренду три десятины земли Тюфелевой дачи у Павла Павловича фон Дервиза. Через некоторое время дела Дервиза начали ухудшаться, тогда Бари купил землю. Главная продукция: клёпаные изделия, резервуары и стальные котлы. В феврале 1894 года построено одноэтажное каменное главное здание, оно включало в себя два корпуса. В июне 1894 года постройки завершены. Паровые машины на предприятии работали на котлах, сделанных по системе Шухова. 300 сотрудников проживали в наёмных квартирах. В рабочее время дежурил фельдшер, а 2 раза в неделю принимал врач Левенталь. С 1895 года за счёт хозяина выдавался обед: щи, каша и хлеб. В марте 1895 года состоялось официальное открытие.
С 1901 года по 1905 год были открыты вечерние курсы для повышения квалификации рабочих, сюда приходили рабочие не только с этого завода, но и со всего района.
С 1902 года по 1903 год рабочие с завода имели отношения с социал-демократическим кружком завода «Динамо», они нелегально собирались в Тюфелевой роще, проводили забастовки в январе, мае и октябре 1905 года, а 7 декабря участвовали во всеобщей политической забастовке, кроме того принимали участие в образовании «Симоновской республики». В 1905 году в столовой находились студенты во главе с В. А. Костицыным. С 1913 года по 1915 год здесь вёл активную пропаганду В. Я. Чубарь. Рабочие завода принимали участие в Февральской и Октябрьской революции.
После Октябрьской революции завод переименован в завод «Парострой» имени В. М. Лихачёва. Во время первых двух пятилеток отремонтирован, здесь производились котлы и топки.
Осенью 1941 года произведена эвакуация завода в Казахстан.
1 мая 1957 года здание завода было превращено в Дом культуры завода «Динамо».
В 2008 году остатки построек завода были снесены, и на их месте начал строиться офисный комплекс «Омега-Плаза».

## Известные люди
На заводе трудился инженер и архитектор В. Г. Шухов.